# Al-Ain Sports and Cultural Club 2009-2010
Questa voce raccoglie le informazioni riguardanti l'Al-Ain Sports and Cultural Club  nelle competizioni ufficiali della stagione 2009-2010.

## Risultati Coppe
- UAE Football League:3º posto
- Coppa del Presidente: Finale (sconfitto dal Emirates Club)
- Etisalat Emirates Cup: Fase a Gironi
- AFC Champions League: Fase a Girone
- UAE Super Cup: Vincitori

## Rosa
| N. |                                | Ruolo | Calciatore                |
| -- | ------------------------------ | ----- | ------------------------- |
| 1  | Emirati Arabi Uniti (bandiera) | P     | Yousif Abdelrahman        |
| 2  | Emirati Arabi Uniti (bandiera) | A     | Abdulaziz Fayez           |
| 3  | Emirati Arabi Uniti (bandiera) | D     | Hilal Saeed               |
| 4  | Emirati Arabi Uniti (bandiera) | D     | Msalam Fayez              |
| 5  | Emirati Arabi Uniti (bandiera) | D     | Ismail Ahmed              |
| 6  | Emirati Arabi Uniti (bandiera) | C     | Omar Abdulrahman          |
| 7  | Emirati Arabi Uniti (bandiera) | C     | Ali Al-Wehaibi            |
| 8  | Brasile (bandiera)             | A     | Emerson                   |
| 9  | Argentina (bandiera)           | A     | José Sand                 |
| 10 | Cile (bandiera)                | C     | Jorge Valdivia (capitano) |
| 11 | Emirati Arabi Uniti (bandiera) | C     | Ahmad Mathaad             |
| 12 | Emirati Arabi Uniti (bandiera) | P     | Waleed Salem              |
| 13 | Emirati Arabi Uniti (bandiera) | C     | Rami Yaslam               |
| 15 | Emirati Arabi Uniti (bandiera) | A     | Nasser Khamis             |
| 17 | Emirati Arabi Uniti (bandiera) | C     | Ahmed Al-Shamsi           |
| 18 | Emirati Arabi Uniti (bandiera) | A     | Ahmed Khamis              |

| N. |                                | Ruolo | Calciatore           |
| -- | ------------------------------ | ----- | -------------------- |
| 19 | Emirati Arabi Uniti (bandiera) | D     | Mohanad Salem        |
| 20 | Emirati Arabi Uniti (bandiera) | A     | Mohammed Abdulrahman |
| 21 | Emirati Arabi Uniti (bandiera) | D     | Fawzi Fayez          |
| 22 | Emirati Arabi Uniti (bandiera) | P     | Sultan Musabah       |
| 23 | Emirati Arabi Uniti (bandiera) | C     | Shehab Ahmed         |
| 24 | Emirati Arabi Uniti (bandiera) | C     | Abdullah Malallah    |
| 26 | Emirati Arabi Uniti (bandiera) | C     | Saif Mohammed        |
| 27 | Emirati Arabi Uniti (bandiera) | C     | Salem Abdullah       |
| 30 | Emirati Arabi Uniti (bandiera) | P     | Abdulla Sultan       |
| 44 | Emirati Arabi Uniti (bandiera) | D     | Faris Jumaa          |
| 50 | Corea del Sud (bandiera)       | C     | Lee Ho               |
| 77 | Emirati Arabi Uniti (bandiera) | C     | Hazaa Salem          |
| 80 | Emirati Arabi Uniti (bandiera) | D     | Mohamed Fayez        |
| 99 | Emirati Arabi Uniti (bandiera) | A     | Faisal Ali           |

## Trasferimenti

### Estate  2009
| N. |                                | Ruolo | Calciatore                          |
| -- | ------------------------------ | ----- | ----------------------------------- |
| 8  | Brasile (bandiera)             | A     | Emerson (dal Flamengo)              |
| 9  | Argentina (bandiera)           | A     | José Sand (dal Lanús)               |
| 1  | Emirati Arabi Uniti (bandiera) | P     | Yousef Abdulrahman (dal Al Ittihad) |

### Inverno 2010
| N. |                          | Ruolo | Calciatore                         |
| -- | ------------------------ | ----- | ---------------------------------- |
| 50 | Corea del Sud (bandiera) | C     | Lee Ho (dal Seongnam Ilhwa Chunma) |

### Dalle Giovanili
| N. |                                | Ruolo | Calciatore           |
| -- | ------------------------------ | ----- | -------------------- |
| 20 | Emirati Arabi Uniti (bandiera) | A     | Mohammed Abdulrahman |
| 6  | Emirati Arabi Uniti (bandiera) | C     | Omar Abdulrahman     |
| 15 | Emirati Arabi Uniti (bandiera) | D     | Khaled Abdulrahman   |
| 2  | Emirati Arabi Uniti (bandiera) | A     | Abdulaziz Fayez      |

### Cessioni
| N. |                                | Ruolo | Calciatore                                        |
| -- | ------------------------------ | ----- | ------------------------------------------------- |
| 33 | Marocco (bandiera)             | A     | Soufiane Alloudi (in prestito al Raja Casablanca) |
| 99 | Brasile (bandiera)             | A     | André Dias                                        |
| 16 | Emirati Arabi Uniti (bandiera) | D     | Abdulla Ali (al Bani-Yas FC)                      |
| 77 | Emirati Arabi Uniti (bandiera) | C     | Darweesh Ahmed (al Al Wasl FC)                    |
| 25 | Emirati Arabi Uniti (bandiera) | D     | Humaid Fakher (al Bani-Yas FC)                    |
| 14 | Senegal (bandiera)             | A     | André Senghor (al Bani-Yas FC)                    |
| 1  | Emirati Arabi Uniti (bandiera) | P     | Mutaz Abdulla (al Al-Wahda)                       |
| 8  | Emirati Arabi Uniti (bandiera) | C     | Ahmad Khalfan (al Al Wasl FC)                     |
| 29 | Emirati Arabi Uniti (bandiera) | D     | Juma Abdulla (al Al Jazira)                       |
| 6  | Emirati Arabi Uniti (bandiera) | D     | Ali Msarri (al Bani-Yas FC)                       |